# 柏林音乐厅

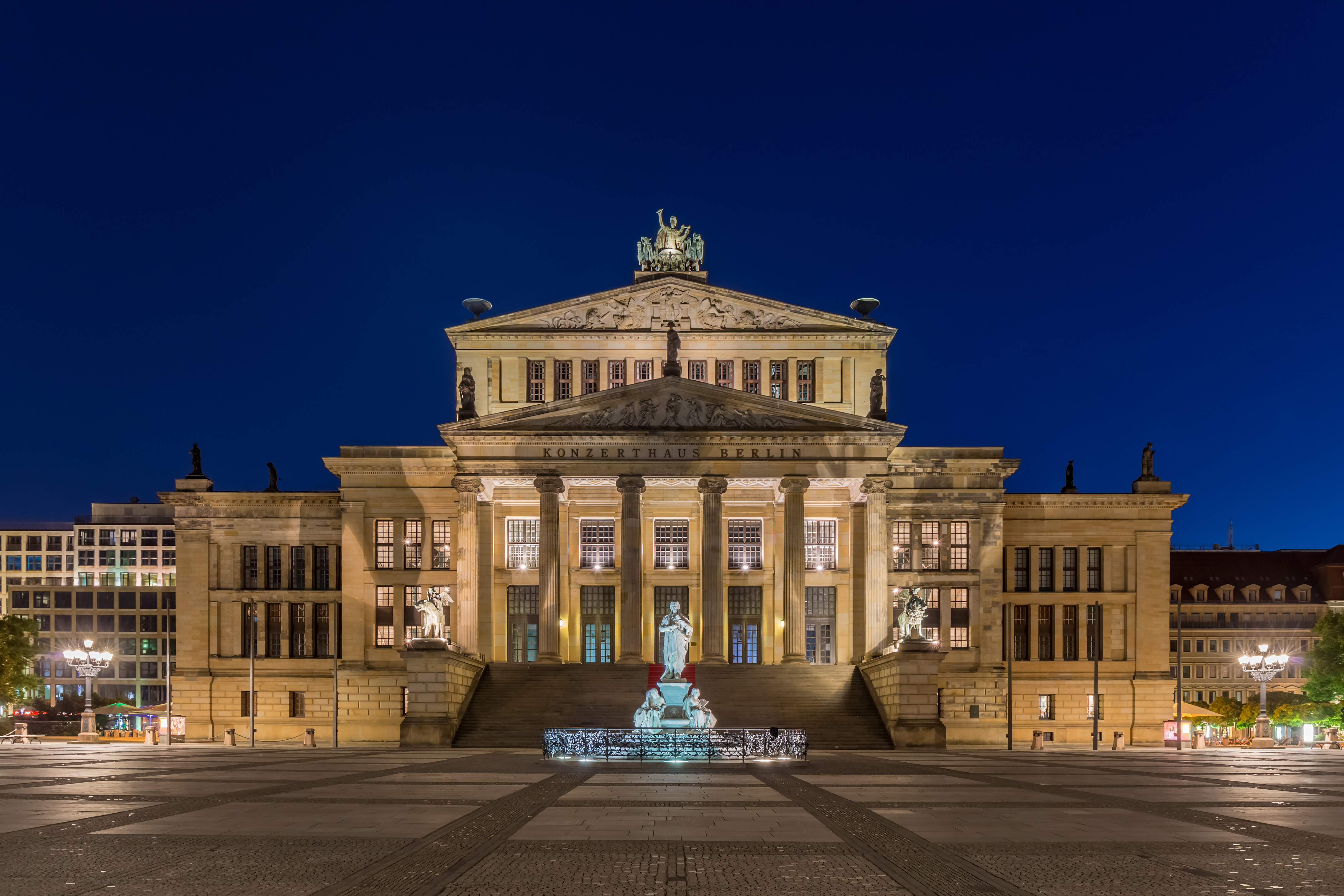
夜晚的柏林音樂廳（2015年）

柏林音樂廳（德語：Konzerthaus Berlin）是位於德國首都柏林市中心米特地區的一座音樂廳。柏林音樂廳的建築修建於1818年至1821年，當時是一座歌劇院。二戰之後改為音樂廳。

## 外部連結
- 官方网站（德文）（英文）

52°30′49″N 13°23′32″E / 52.51361°N 13.39222°E